# Thomas Horsfield

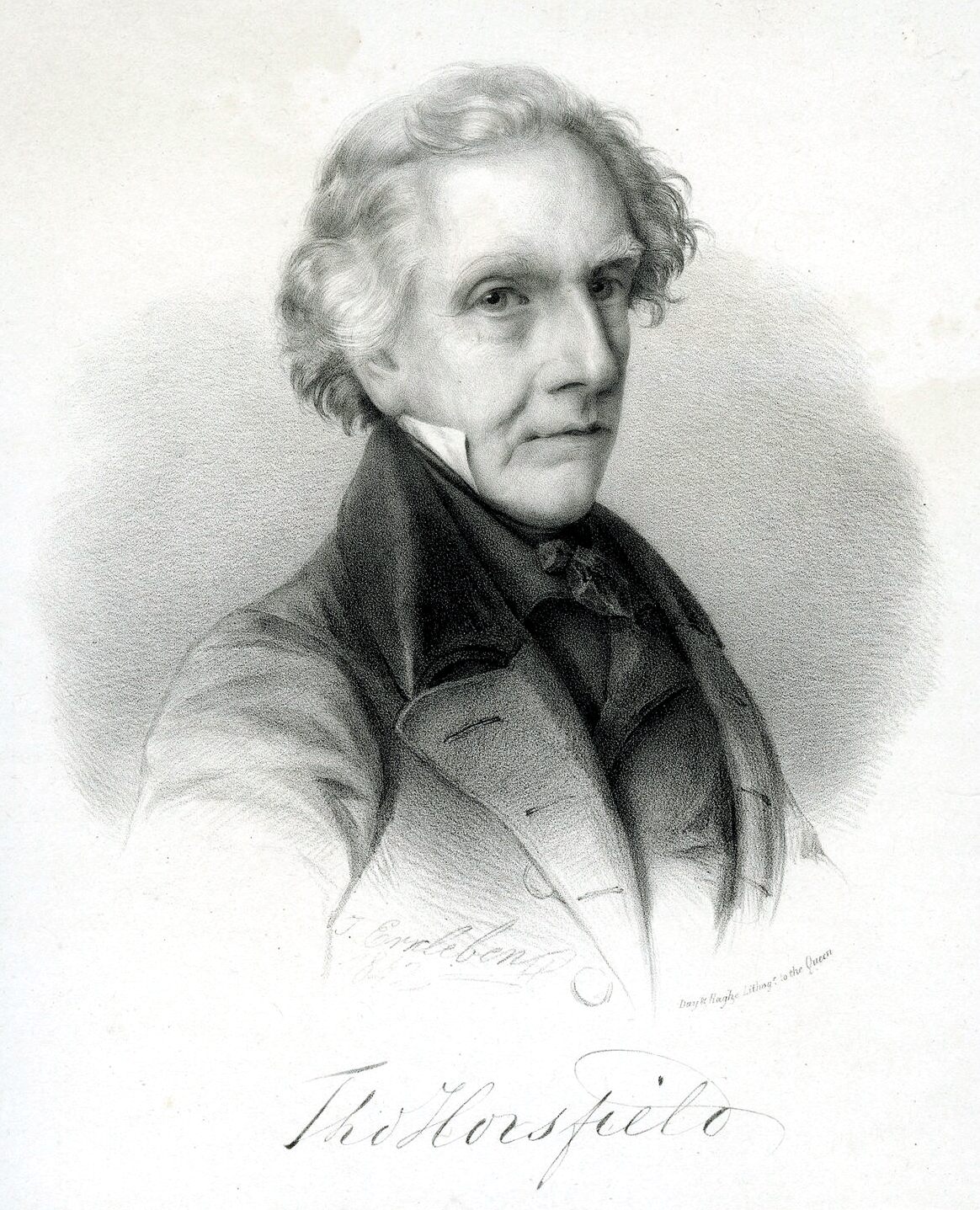
Portret, dzieło J. Erxlebena

Thomas Horsfield (ur. 12 maja 1773, zm. 24 lipca 1859) – amerykański lekarz i przyrodnik, który pracował w Indonezji, opisując wiele gatunków roślin i zwierząt pochodzących z tamtego regionu. W późniejszym okresie został kuratorem Muzeum Kompanii Wschodnioindyjskiej w Londynie.

## Młodość
Horsfield urodził się w Bethlehem, w stanie Pensylwania, i studiował medycynę na Uniwersytecie Pensylwanii. Był wnukiem Timothy’ego Horsfielda Sr. (1708–1773), który urodził się w Liverpoolu i wyemigrował do Nowego Jorku w 1725 r. Po przeprowadzce do Nowego Jorku on i jego brat Isaac prowadzili sklep mięsny. Rodzina Horsfieldów odeszła z Kościoła anglikańskiego do Kościoła braci morawskich, protestanckiego wyznania kładącego silny nacisk na edukację. W 1748 dziadek Horsfielda złożył wniosek o pozwolenie na zamieszkanie w Bethlehem w Pensylwanii. Jeszcze w tym roku przeprowadziła się tam jego rodzina, on sam dołączył do niej rok później. Dziadek Horsfielda był przyjacielem Benjamina Franklina, który wspomina o nim w swoich listach autobiograficznych. Ojcem Horsfielda był Timothy Horsfield Jr. (zm. 11 kwietnia 1789), który ożenił się z Julianą Sarah Parsons z Filadelfii w 1738 roku. Thomas Horsfield urodził się w Bethlehem 12 maja 1773. Uczęszczał do morawskich szkół w Bethlehem i Nazareth. Interesował się biologią oraz uczęszczał na kurs farmaceutyczny prowadzony przez dr. Otto (prawdopodobnie dr John Frederick Otto z Nazareth). W 1798 ukończył medycynę na Uniwersytecie Pensylwanii, jego praca magisterska dotyczyła efektów trującego bluszczu.

## Podróże do Azji
W roku 1799 Horsfield objął stanowisko chirurga na statku handlowym China płynącym na wyspę Jawa. Odwiedziwszy Batavię (obecnie Dżakarta) zainteresował się roślinami mającymi medyczne zastosowanie. W roku 1801 został chirurgiem w Holenderskiej Armii Kolonialnej w Batavii. W czasie swojej służby zainteresował się florą, fauną i geologią regionu. Brytyjska Kompania Wschodnioindyjska przejęła kontrolę nad wyspą w roku 1811, wtedy to Horsfield zaczął kolekcjonować rośliny i zwierzęta w imieniu gubernatora i swojego przyjaciela Sir Thomasa Stamforda Rafflesa. W roku 1816 władza na wyspie Jawa została przywrócona Holendrom, a Horsfield przeniósł się na Sumatrę, gdzie kontynuował swe badania. W roku 1819 musiał opuścić wyspę w związku z problemami zdrowotnymi i udał się do Londynu na pokładzie Lady Raffles.

## Anglia
W Londynie Horsfield podtrzymywał kontakt z Sir Stamfordem Rafflesem i został opiekunem muzeum Kompanii Wschodnioindyjskiej na Leadenhall Street, gdzie jego zwierzchnikiem był Charles Wilkins. Został mianowany kuratorem muzeum i pozostał na tym stanowisku do swojej śmierci 24 lipca 1859 r. Horsfield interesował się geologią, botaniką, zoologią w równym stopniu jak entomologią. Znaczący wpływ na niego miał William Sharp Macleay i jego system klasyfikacji zwierząt. Horsfield był członkiem Towarzystwa Królewskiego w Londynie (1828) oraz członkiem Towarzystwa Linneuszowskiego w Londynie (1820), którego później został wiceprezydentem. Został mianowany asystentem sekretarza Towarzystwa Zoologicznego w Londynie podczas jego utworzenia w 1826 r. W roku 1833 był współzałożycielem Królewskiego Towarzystwa Entomologicznego w Londynie. Od 1851 był członkiem zagranicznym Królewskiej Holenderskiej Akademii Sztuk i Nauk. 
Horsfield zmarł w swoim domu w Camden Town i został pochowany w Chelsea na cmentarzu należącym do Kościoła braci morawskich.

## Publikacje

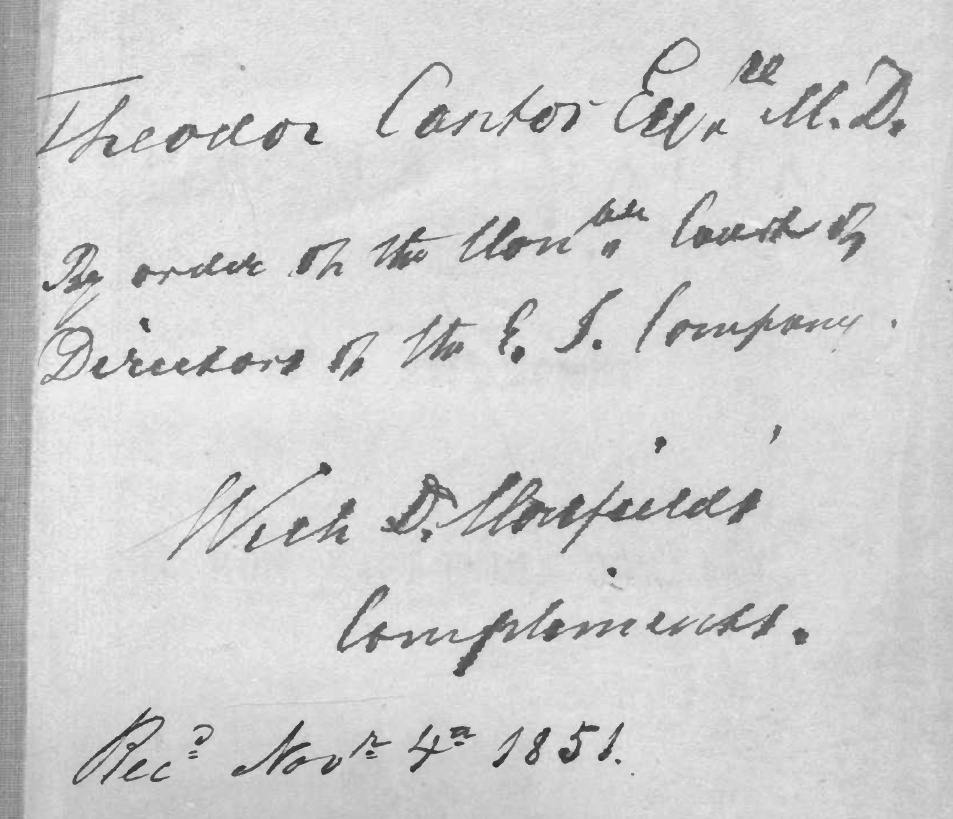
Pismo Horsfielda w kopii Catalogue of the mammals in the East India Company Museum sprezentowanej T.E. Cantorowi

Horsfield napisał Zoological Researches in Java and the Neighbouring Islands (1824) („Badania zoologiczne na Jawie i sąsiadujących wyspach”). Wraz z Nicholasem Aylwardem Vigorsem sklasyfikował dużą liczbę ptaków, szczegółowo opisanych w ich książce A description of the Australian birds in the collection of the Linnean Society; with an attempt at arranging them according to their natural affinities (Trans. Linn. Soc. Lond. (1827)) (Opis australijskich ptaków z kolekcji Towarzystwa Linneuszowskiego; z próbą uporządkowania ich zgodnie z ich naturalnym pokrewieństwem). Wraz z botanikami Robertem Brownem i Johnem Josephem Bennettem opublikował Plantae Javanicae rariores (1838–1852).
Nazwisko Horsfielda zostało upamiętnione w nazwach wielu zwierząt i roślin, między innymi:
- latawiórka jawajska, Iomys horsfieldii
- krótkonosek sundajski, Cynopterus horsfieldii
- zębiełek tajemniczy, Crocidura horsfieldii
- nocek orientalny, Myotis horsfieldii – gatunek małych nietoperzy z rodziny Vespertilionidae.
- żółw stepowy, Testudo horsfieldii
- Salea horsfieldii – gatunek agamy odkryty w południowych Indiach.
- gwizdokos malabarski, Myophonus horsfieldii – ptak odkryty na Półwyspie Indyjskim.
- łączniak żółtodzioby, Pomatorhinus horsfieldii – ptak z rodziny tymaliowatych odkryty na Półwyspie Indyjskim.
- drozdoń sundajski, Zoothera dauma horsfieldi – ptak z Indonezji.
- kukułka syberyjska, Cuculus horsfieldi (obecnie pod nazwą Cuculus optatus)
- Allotinus horsfieldi – mały motyl odkryty w Indiach.
- Arhopala horsfieldi – motyl z rodziny Lycaenidae odkryty w Azji.
- Kallima horsfieldii – motyl odkryty w Indiach.
- Horsfieldia – rodzaj roślin z rodziny Myristicaceae pochodzący z Azji Południowo-Wschodniej.